# Kościół św. Jakuba Większego w Ruprechticach
Kościół św. Jakuba Większego w Ruprechticach – zabytkowy kościół w miejscowości Ruprechtice, położonej w Czechach, w kraju hradeckim, w Sudetach Środkowych; należy do broumovskiej grupy kościołów.

## Historia
Świątynia zbudowana na wzgórzu w miejscu wcześniejszego kościoła z drewna wzmiankowanego w 1386. Obecny wzniesiono w stylu barokowym według projektu Krzysztofa Dientzenhofera w latach 1720–1723 na planie wydłużonego ośmiokąta. Pracami budowlanymi kierował Kilian Ignaz  Dientzenhofer.

Nad głównym wejściem znajdują się: herb  opatów broumovskich z dwoma tarczami oraz tablica z sentencją w j. łac. + Filio tonitrui s. Jacobo maiori excitavit 1721 OAB (Synowi gromu [wg Mk 3,17] Jakubowi Większemu w 1721 wzniósł  OAB - Othmar [Zinke] Opat Broumovski.

Na ogrodzony teren cmentarza, gdzie stoi kościół prowadzi zabytkowa brama - renesansowa dwupiętrowa dzwonnica z drugiej połowy XVI w. Na cmentarzu jest zabytkowa kostnica. Obok plebania z wejściem ozdobionym kartusze z herbem opatów břevnovsko-broumovskich.

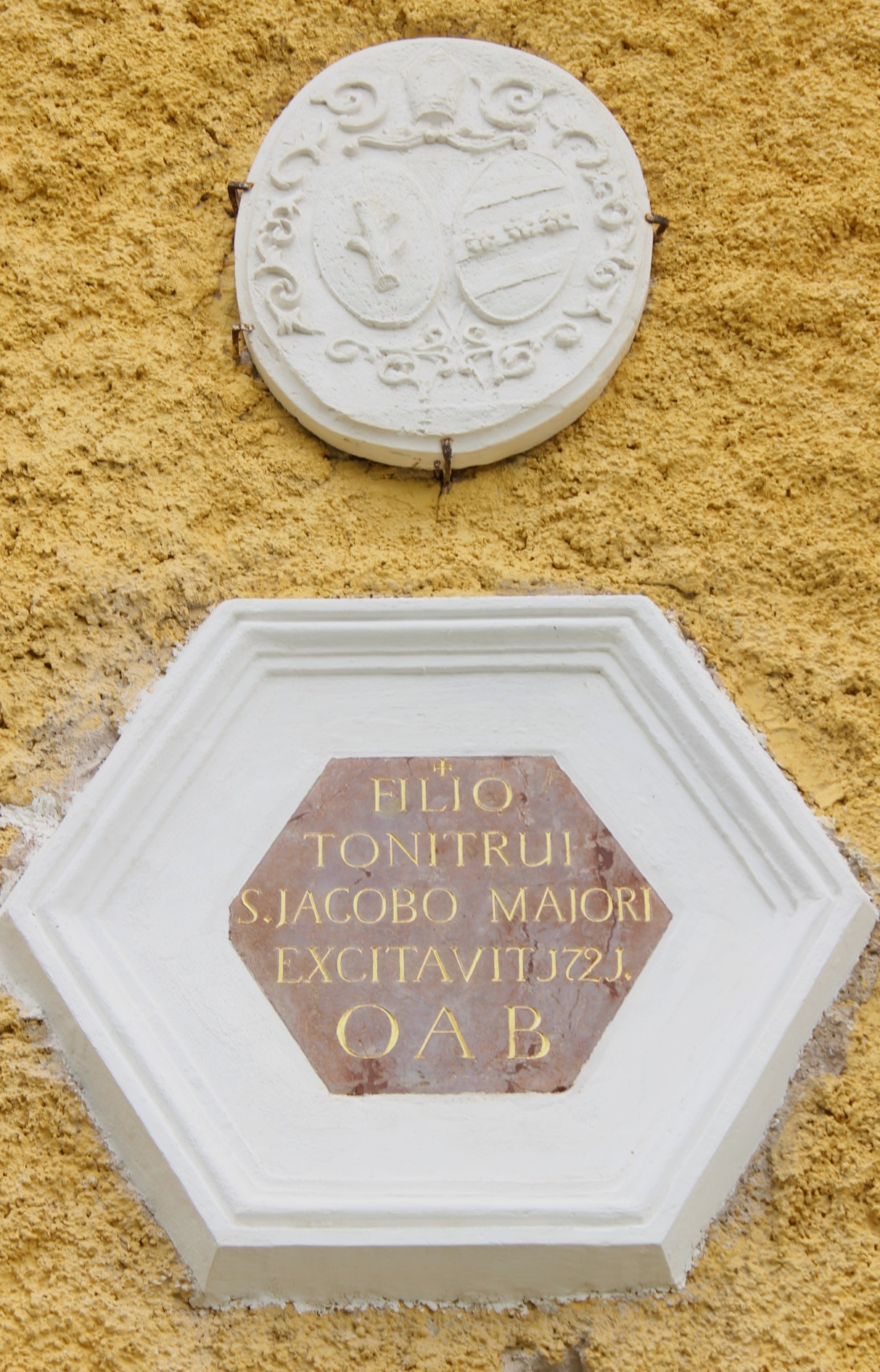
Płyciny nad wejściem
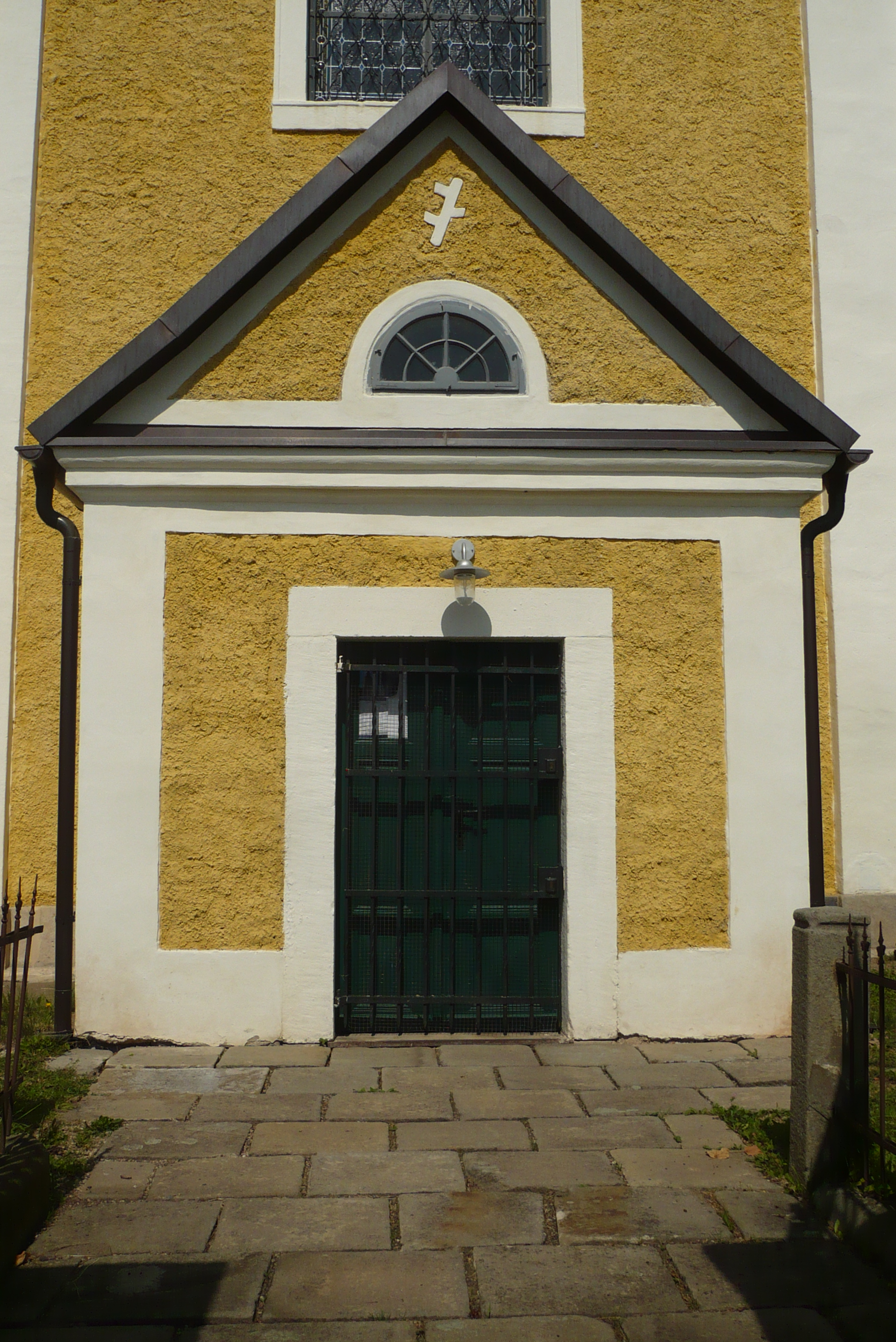
Ganek z herbem opatów
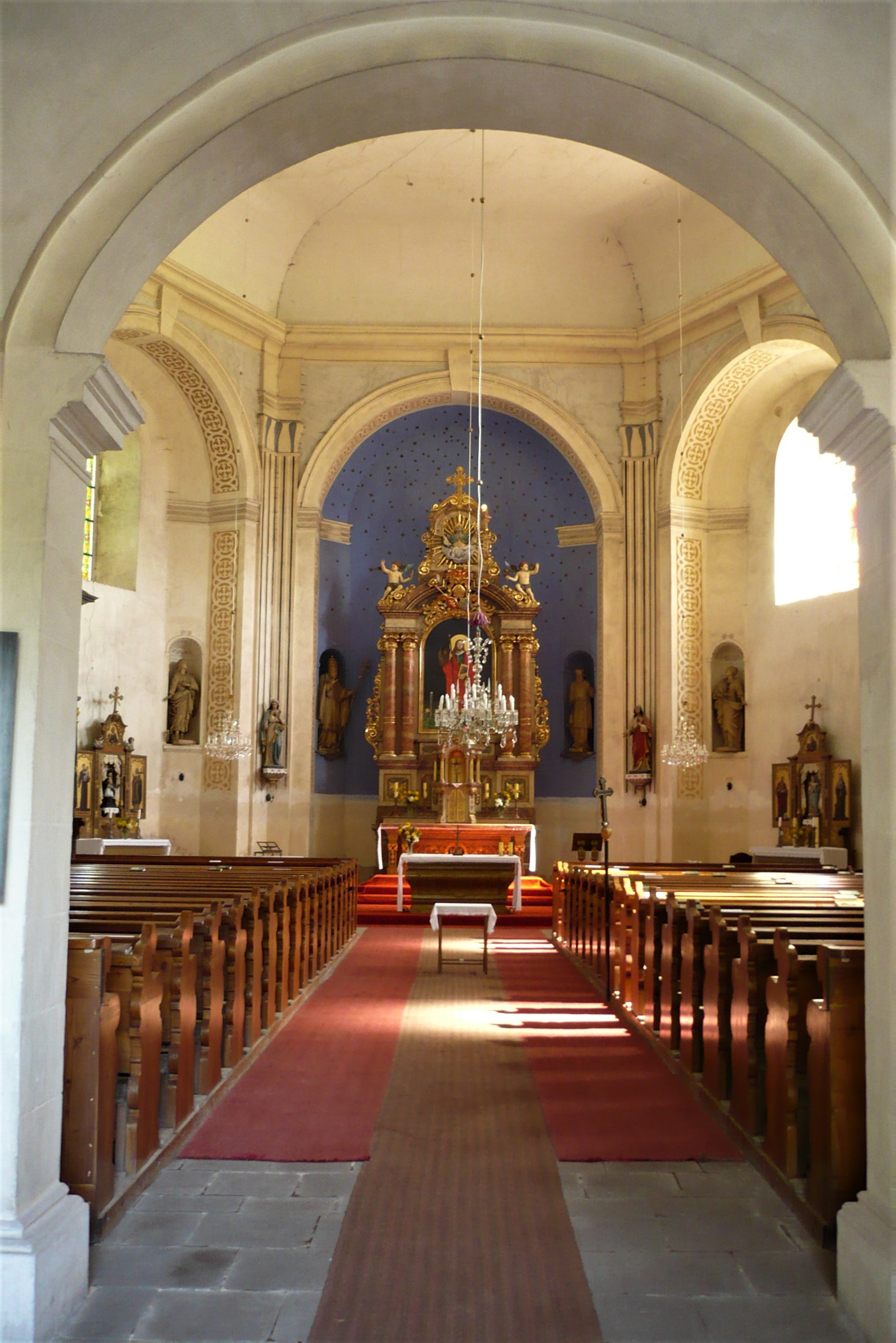
Wnętrze kościoła
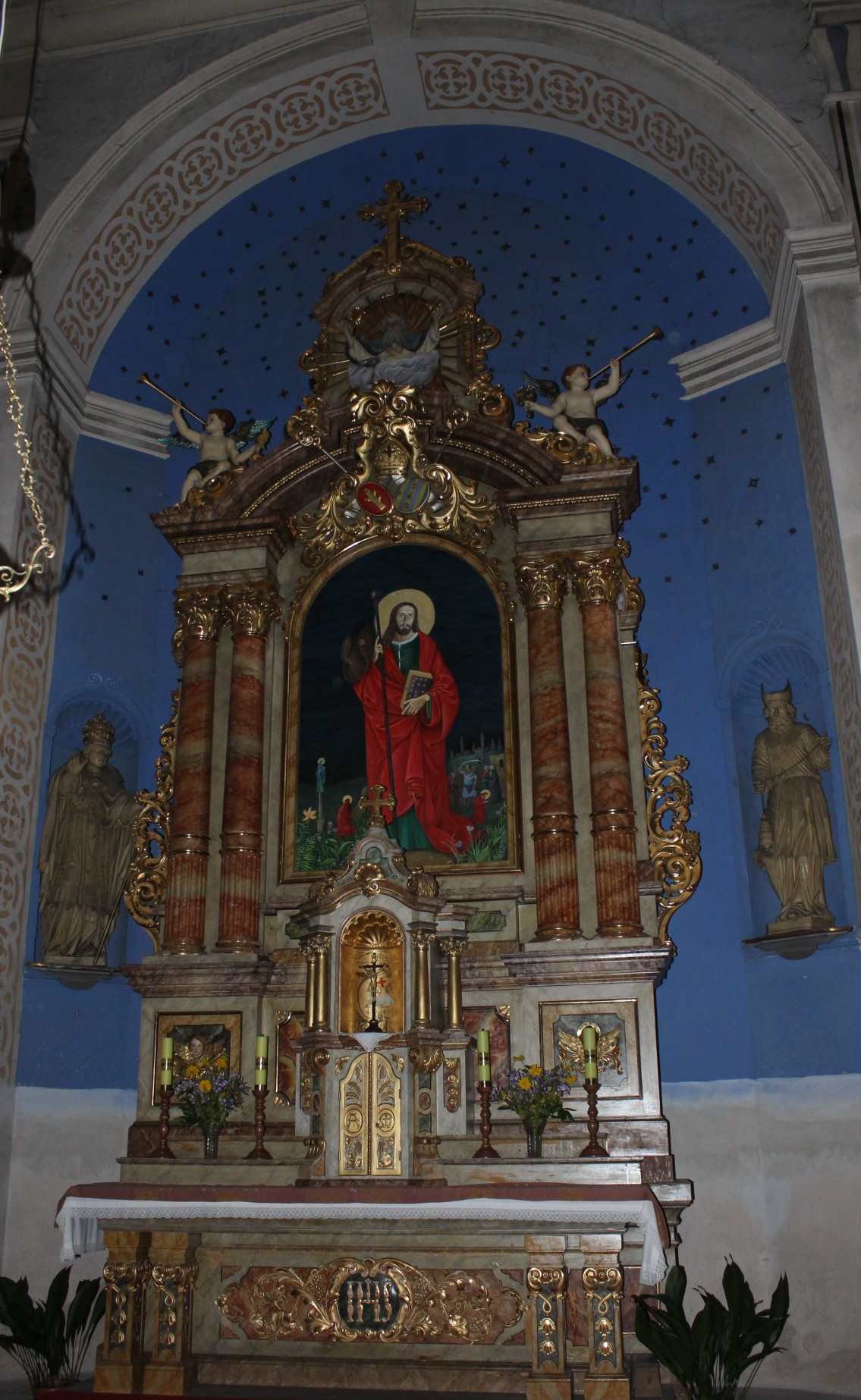
Ołtarz główny
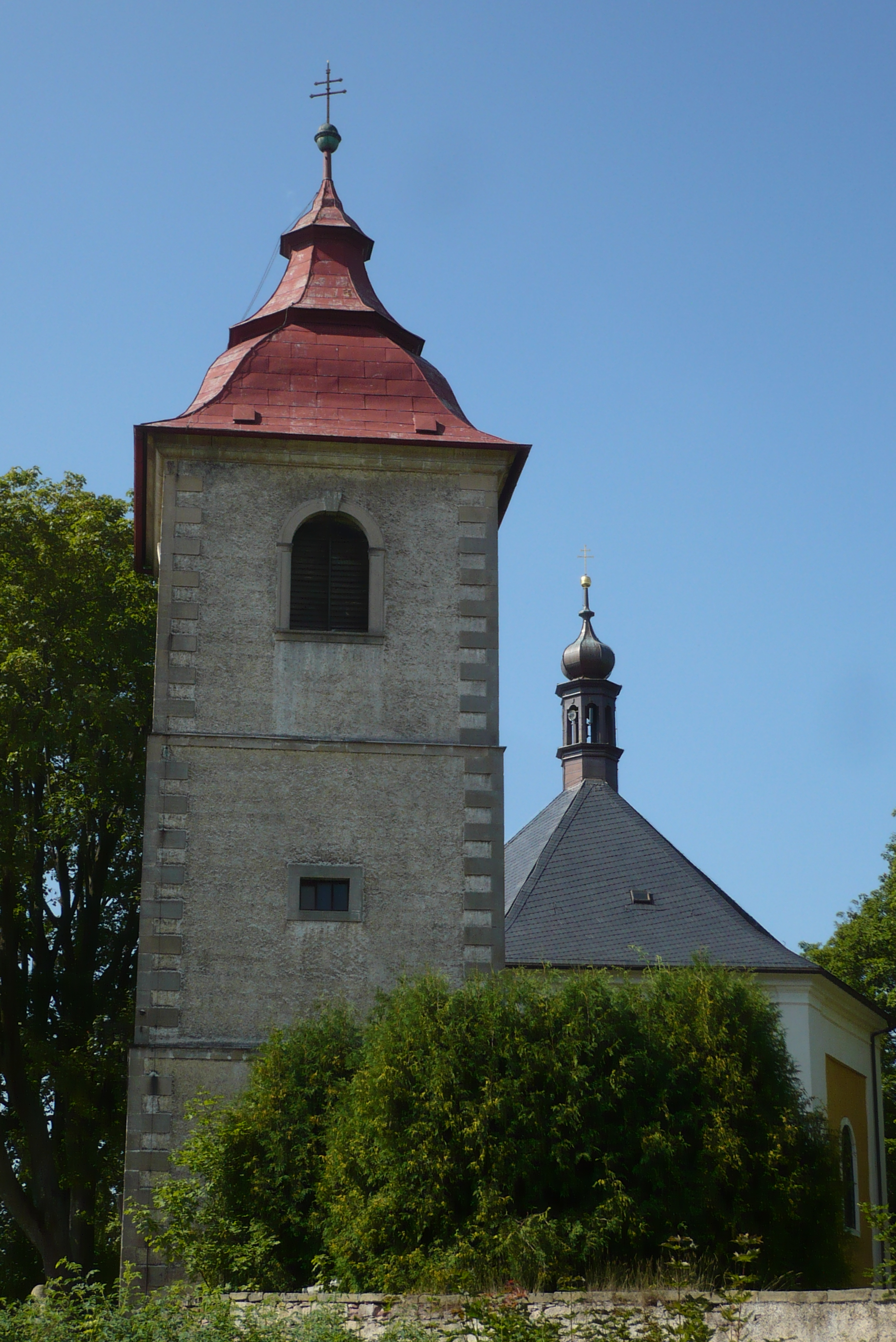
Dzwonnica w Ruprechticach
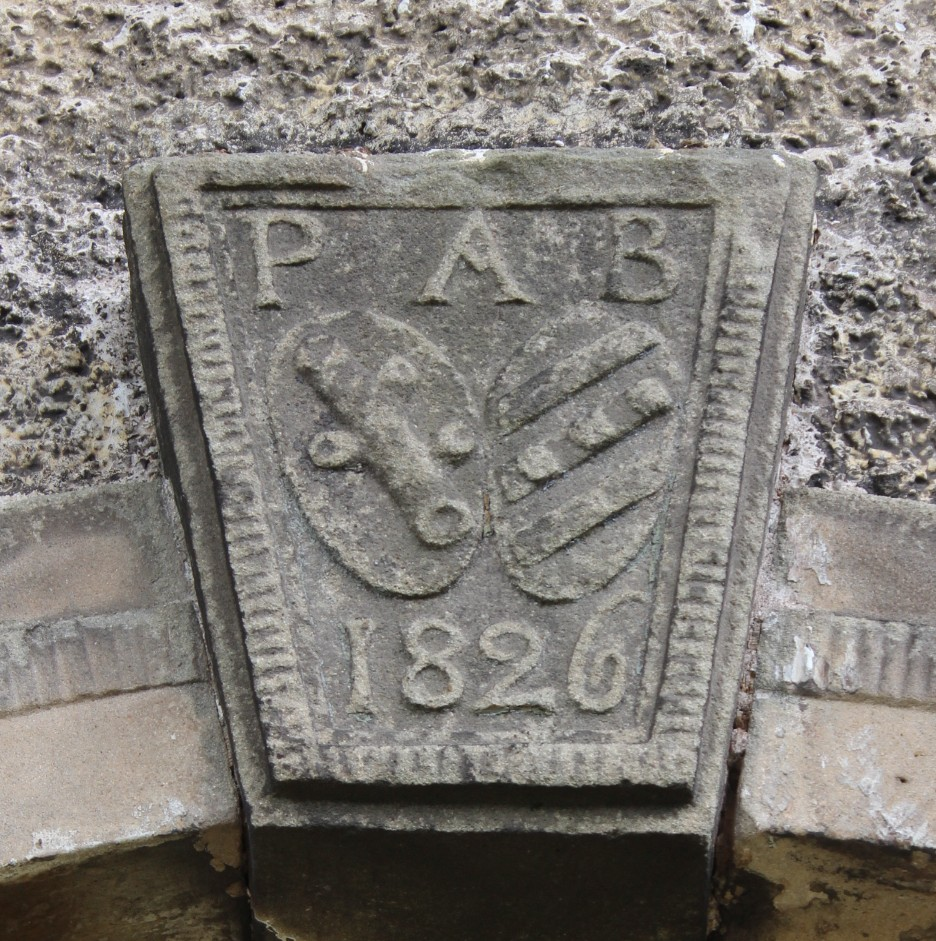
Agrafa na dzwonnicy
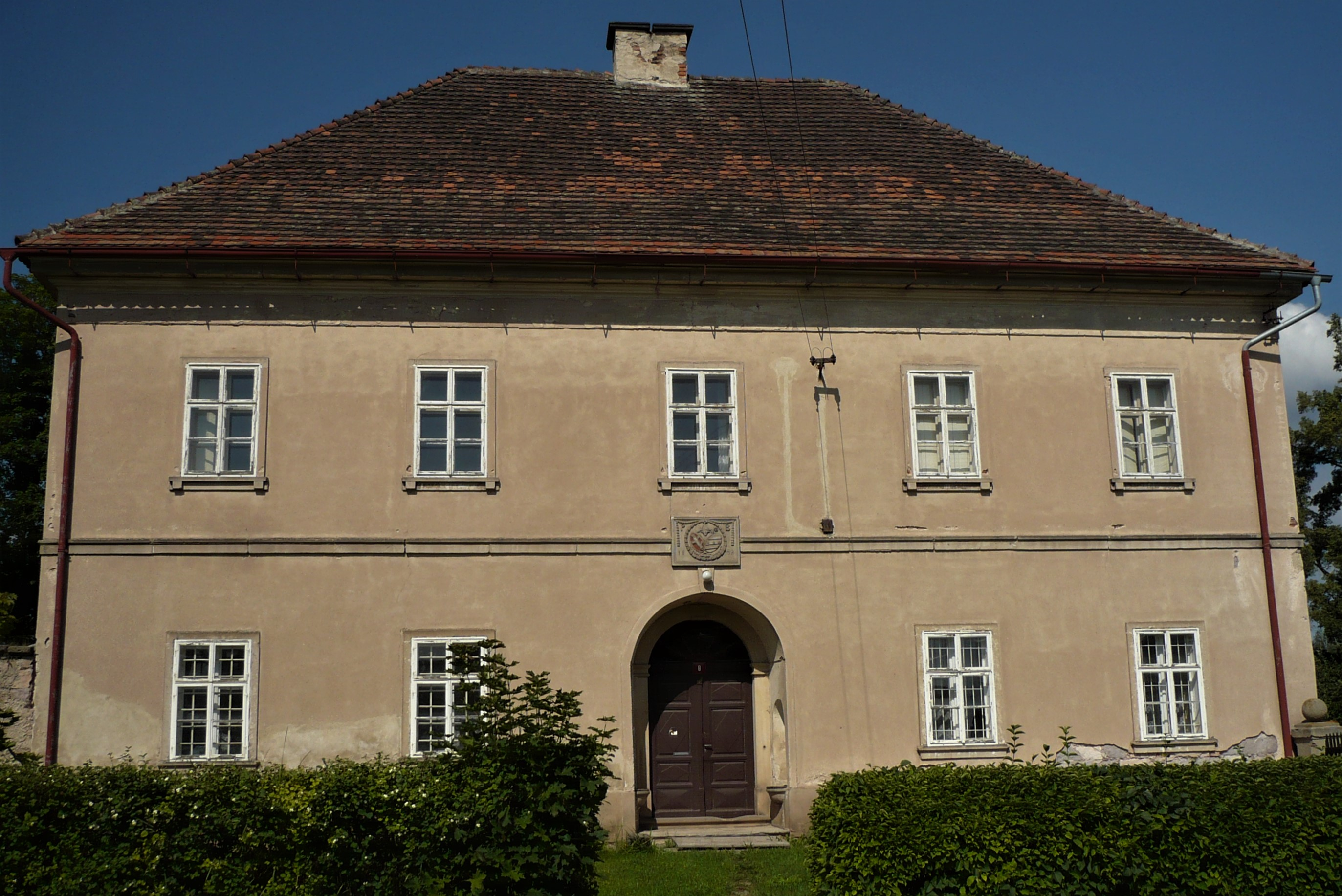
Plebania w Ruprechticach
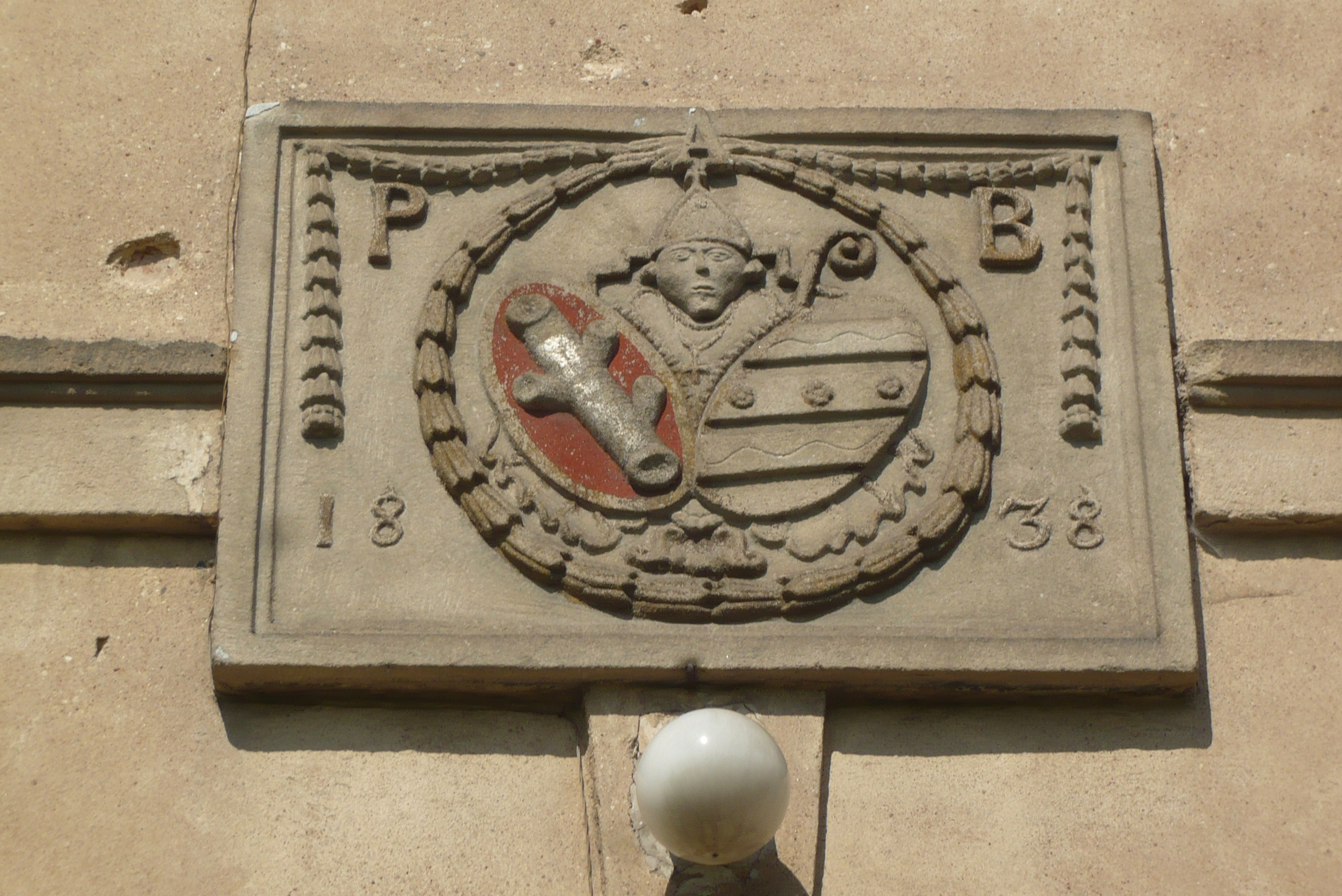
Herb o. Placidusa Beneša 1838, PB
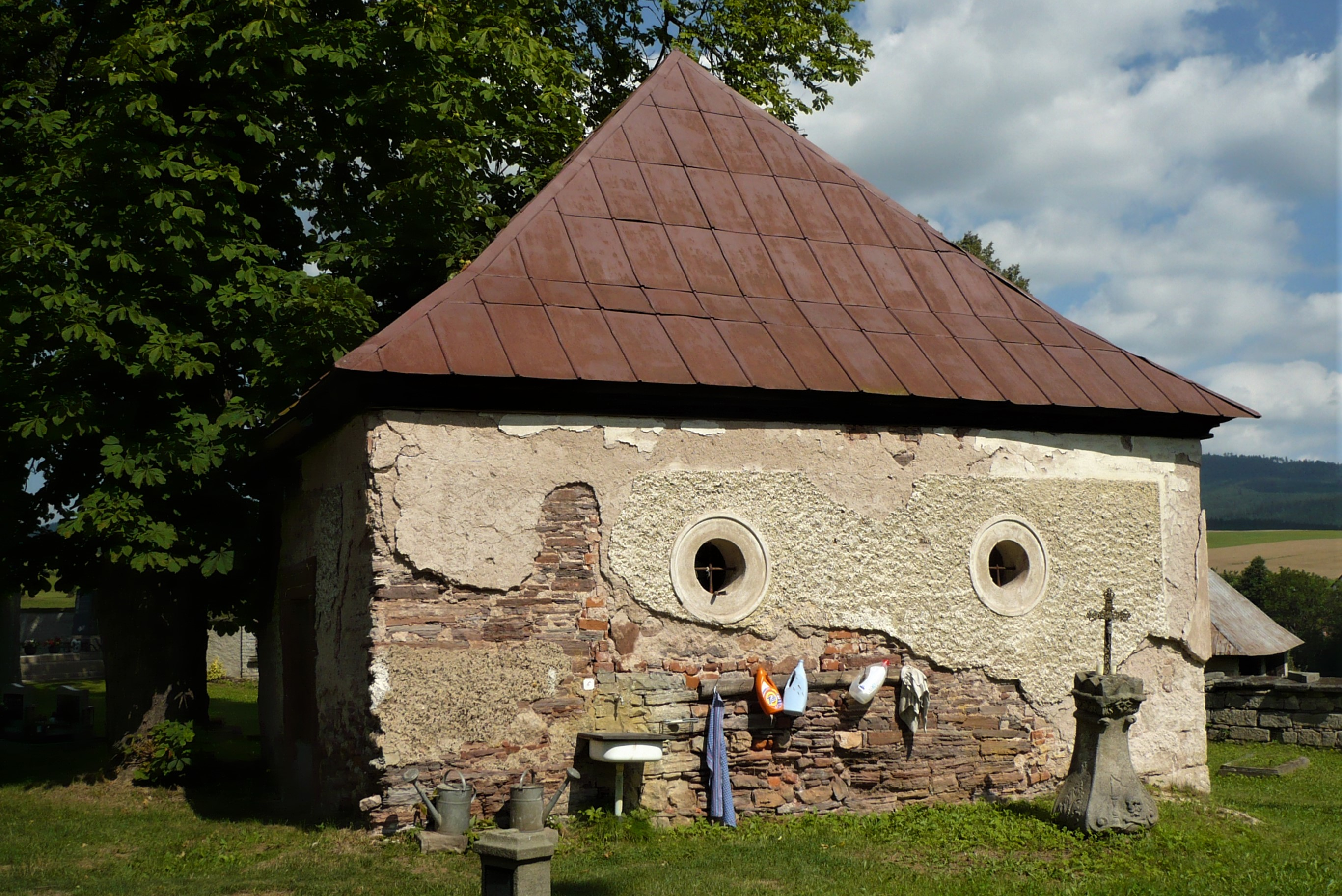
Kostnica w Ruprechticach
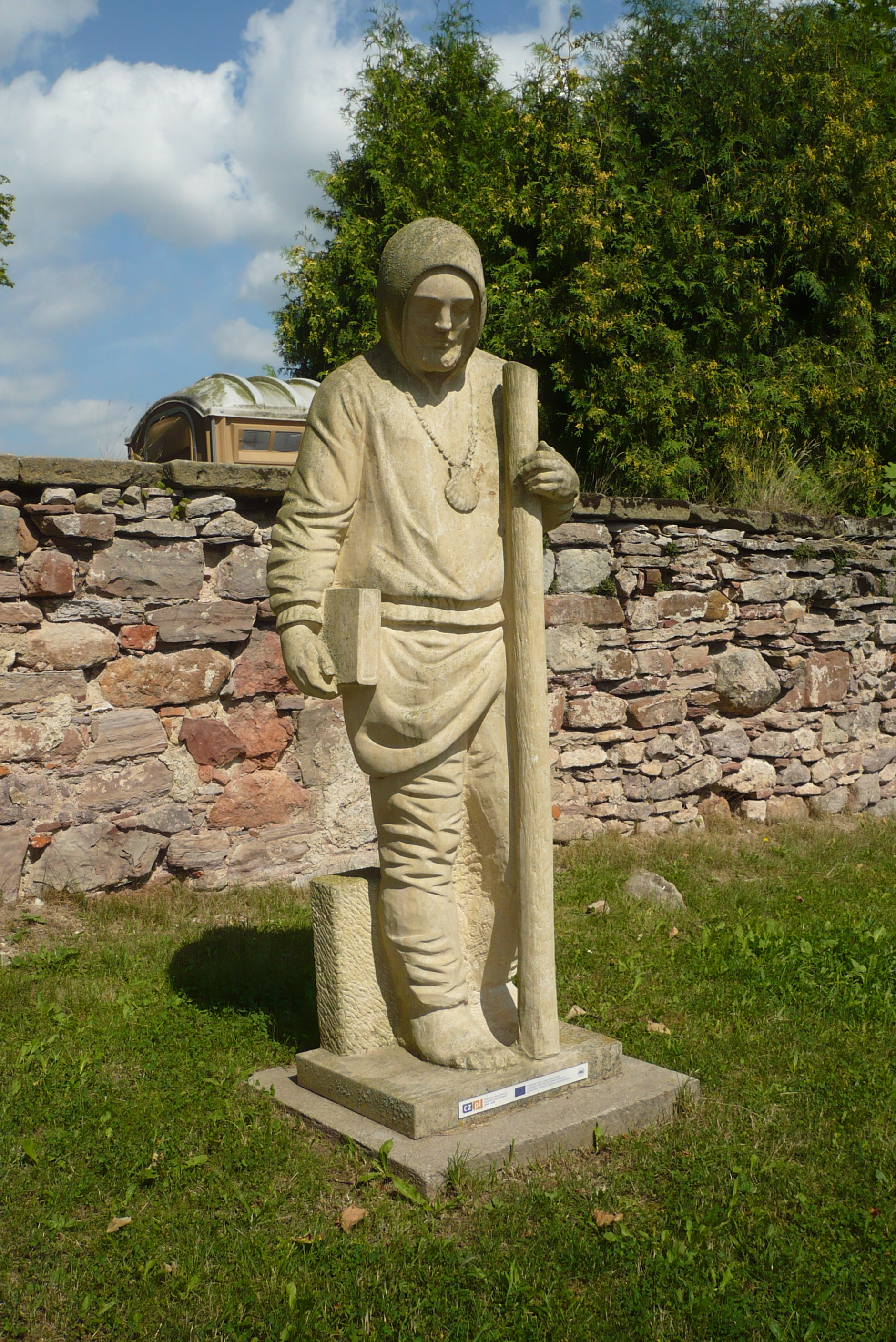
Pomnik przy dzwonnicy